# 嘉島ジャンクション
嘉島ジャンクション （かしまジャンクション）は、熊本県上益城郡嘉島町にある九州自動車道と九州中央自動車道を接続するジャンクションである。

## 歴史
- 2012年（平成24年）10月11日：高速自動車国道九州横断自動車道延岡線新設工事（熊本県上益城郡益城町大字小池から同町大字小池まで）及びこれに伴う準用河川付替工事について国土交通相より土地収用法に基づく事業認定が公示[1]。
- 2014年（平成26年）3月22日：九州中央自動車道・嘉島JCT - 小池高山IC間開通に伴い、供用開始[2]。

## 接続する道路
- E3 九州自動車道
- E77 九州中央自動車道

## 隣
E3 九州自動車道
(15)熊本IC - 託麻PA - (15-1)益城熊本空港IC - (15-2)嘉島JCT - (16)御船IC
E77 九州中央自動車道
(15-2)嘉島JCT - 益城TB - (1)小池高山IC